# Echinops opacifolius
Echinops opacifolius là một loài thực vật có hoa trong họ Cúc. Loài này được Iljin mô tả khoa học đầu tiên năm 1934.